# Progressione del record mondiale dei 400 metri ostacoli femminili

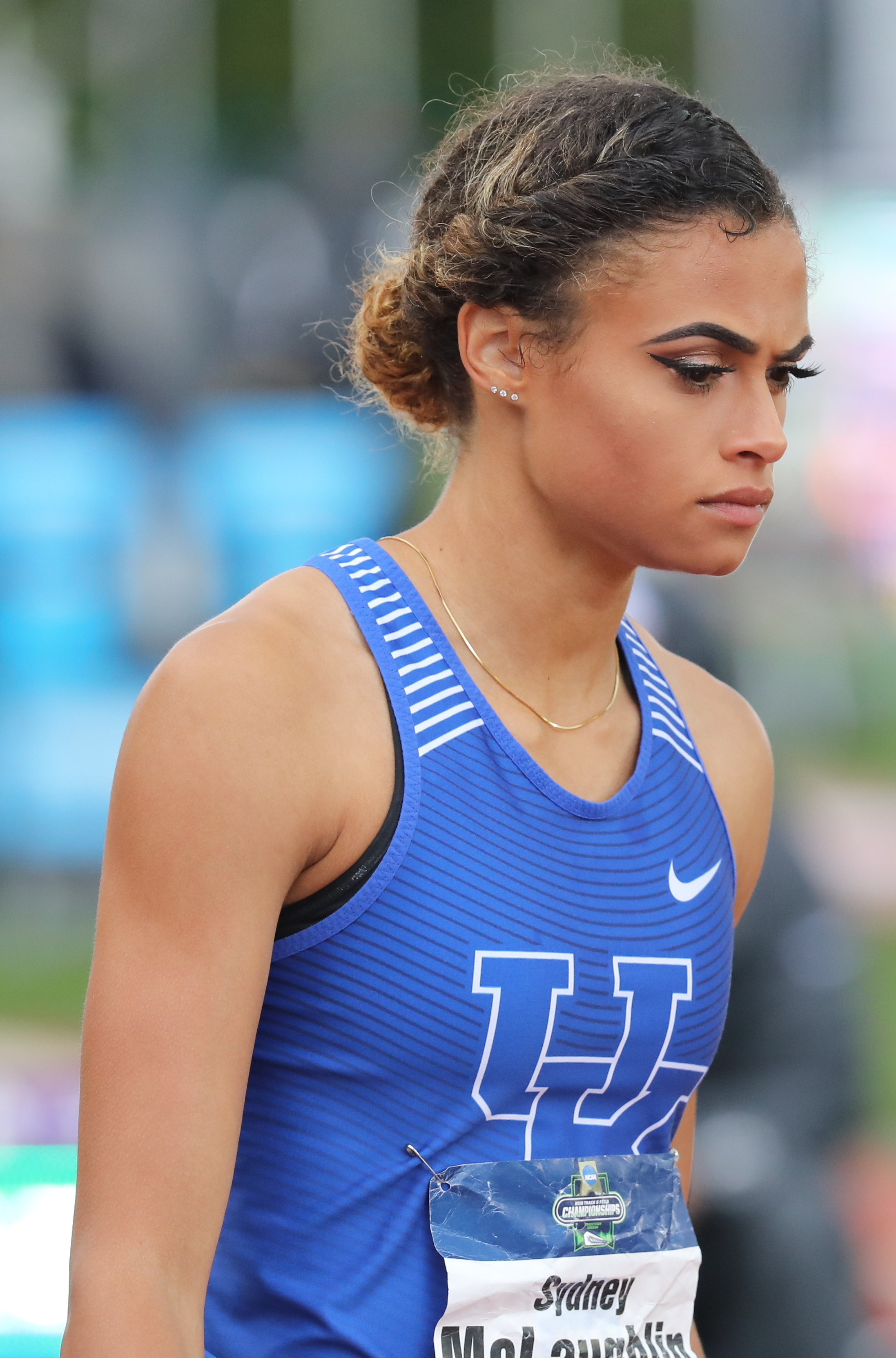
Sydney McLaughlin, detentrice del record mondiale della specialità

La voce seguente illustra la progressione del record mondiale dei 400 metri ostacoli femminili di atletica leggera.
Il primo record mondiale femminile venne riconosciuto dalla federazione internazionale di atletica leggera nel 1974. Ad oggi, la World Athletics ha ratificato ufficialmente 22 record mondiali di specialità.

## Progressione
| Tempo | Atleta                | Nazione          | Luogo                         | Data              | Note |
| ----- | --------------------- | ---------------- | ----------------------------- | ----------------- | ---- |
| 56"51 | Krystyna Kacperczyk   | Polonia          | Augusta, Germania Ovest       | 13 luglio 1974    |      |
| 55"74 | Tatyana Storozheva    | Unione Sovietica | Karl-Marx-Stadt, Germania Est | 26 giugno 1977    |      |
| 55"63 | Karin Roßley          | Germania Est     | Helsinki, Finlandia           | 13 agosto 1977    |      |
| 55"44 | Krystyna Kacperczyk   | Polonia          | Berlino Ovest, Germania Ovest | 18 agosto 1978    |      |
| 55"31 | Tatyana Zelentsova    | Unione Sovietica | Podol'sk, Unione Sovietica    | 19 agosto 1978    |      |
| 54"89 | Tatyana Zelentsova    | Unione Sovietica | Praga, Cecoslovacchia         | 2 settembre 1978  |      |
| 54"78 | Marina Stepanova      | Unione Sovietica | Mosca, Unione Sovietica       | 27 luglio 1979    |      |
| 54"28 | Karin Roßley          | Germania Est     | Jena, Germania Est            | 18 maggio 1980    |      |
| 54"02 | Ana Ambrazienė        | Unione Sovietica | Mosca, Unione Sovietica       | 11 giugno 1983    |      |
| 53"58 | Margarita Ponomaryova | Unione Sovietica | Kiev, Unione Sovietica        | 22 giugno 1984    |      |
| 53"55 | Sabine Busch          | Germania Est     | Berlino Est, Germania Est     | 22 settembre 1985 |      |
| 53"32 | Marina Stepanova      | Unione Sovietica | Stoccarda, Germania Ovest     | 30 agosto 1986    |      |
| 52"94 | Marina Stepanova      | Unione Sovietica | Tashkent, Unione Sovietica    | 17 settembre 1986 |      |
| 52"74 | Sally Gunnell         | Regno Unito      | Stoccarda, Germania           | 19 agosto 1993    |      |
| 52"61 | Kim Batten            | Stati Uniti      | Göteborg, Svezia              | 11 agosto 1995    |      |
| 52"34 | Julija Pečënkina      | Russia           | Tula, Russia                  | 8 agosto 2003     |      |
| 52"20 | Dalilah Muhammad      | Stati Uniti      | Des Moines, Stati Uniti       | 28 luglio 2019    |      |
| 52"16 | Dalilah Muhammad      | Stati Uniti      | Doha, Qatar                   | 4 ottobre 2019    |      |
| 51"90 | Sydney McLaughlin     | Stati Uniti      | Eugene, Stati Uniti           | 27 giugno 2021    |      |
| 51"46 | Sydney McLaughlin     | Stati Uniti      | Tokyo, Giappone               | 4 agosto 2021     |      |
| 51"41 | Sydney McLaughlin     | Stati Uniti      | Eugene, Stati Uniti           | 25 giugno 2022    |      |
| 50"68 | Sydney McLaughlin     | Stati Uniti      | Eugene, Stati Uniti           | 22 luglio 2022    |      |
| 50"65 | Sydney McLaughlin     | Stati Uniti      | Eugene, Stati Uniti           | 30 giugno 2024    |      |
| 50"37 | Sydney McLaughlin     | Stati Uniti      | Parigi, Francia               | 8 agosto 2024     |      |